# Giriboy
Giriboy (기리보이?), pseudonimo di Hong Si-young (홍시영?, Hong Si-yeongLR, Hong SiyŏngMR; Seul, 24 gennaio 1991), è un rapper sudcoreano.

## Biografia
Sexual Perceptions (2015), primo album in studio dell'artista, ha raggiunto la top ten della Gaon Chart. Un anno più tardi è uscito Mechanical Album, secondo disco dell'artista a classificarsi nella top 15. Sono seguiti diversi LP, tra cui Science Fiction Music (2018), l'album miglior posizionato del rapper nella graduatoria sudcoreana (8º posto).
Il disco più recente, Novel (2023), ha finito per raggiungere la 30ª posizione della Circle Chart.

## Discografia

### Album in studio
- 2014 – Sensual Album
- 2015 – Sexual Perceptions
- 2016 – Mechanical Album
- 2017 – Graduation
- 2018 – Science Fiction Music
- 2019 – 100 Years College Course
- 2019 – Fatal Album III
- 2021 – Avante
- 2023 – Novel

### EP
- 2012 – Fatal Album
- 2015 – Lonely 4Songs
- 2017 – 5 Songs for Initiation
- 2018 – Hightechnology
- 2018 – Science Fiction Music: End
- 2018 – Thank You
- 2020 – Like a Film: 4 Songs
- 2020 – 9Cut
- 2022 – Demotape
- 2023 – Appendix
- 2024 – GRB01

### Singoli
- 2011 – You Look So Good to Me
- 2012 – It Shows on Your Face
- 2012 – My Body Is Burning (feat. Swings)
- 2013 – Skit (feat. Swings)
- 2013 – Wake Up (feat. Swings)
- 2014 – Rain Showers (con Swings e C Jamm)
- 2014 – Hongkiyoung #2 (con Swings e Nochang)
- 2014 – I'm Going (con Swings, C Jamm e Bill Stax)
- 2014 – Why Do You Live like This?
- 2014 – Just (con Swings, Bill Stax e Nochang)
- 2014 – Special
- 2014 – Edited by Devil
- 2015 – Pillow (con SoYou feat. Kihyun)
- 2016 – Because You're Pretty
- 2016 – The Standard 3 Songs
- 2016 – Sooljalee
- 2017 – Umm Umm (con Goretexx, Black Nut, Bill Stax, Nochang e Swings)
- 2017 – TV Star (feat. Kim Seungmin)
- 2018 – 2Songs
- 2018 – Sphere (con Goretexx e Han Yo Han)
- 2018 – 3 Songs
- 2018 – Flex (con Kid Milli, No:el e Swings)
- 2019 – Traffic Control (feat. Heize)
- 2019 – Gab boon gi
- 2019 – Super Brthday (con Superbee)
- 2019 – Tiger Den (feat. Jvcki Wai)
- 2019 – 2 Little Bites From (Fatal Album Ⅲ)
- 2020 – Baby
- 2020 – Just Kidding
- 2021 – Spacetime & So What
- 2021 – Die Die (feat. Choilb)
- 2021 – No Ex (con Paloalto)
- 2021 – Because I Was Young
- 2022 – One Snowy Day (feat. Sole)
- 2022 – Forecasting Love and Weather
- 2022 – 22522
- 2022 – That's Why I Can't Talk About Love (feat. Woo)
- 2023 – Part-Time Job
- 2024 – Drive Me Crazy